# Herbert Baker

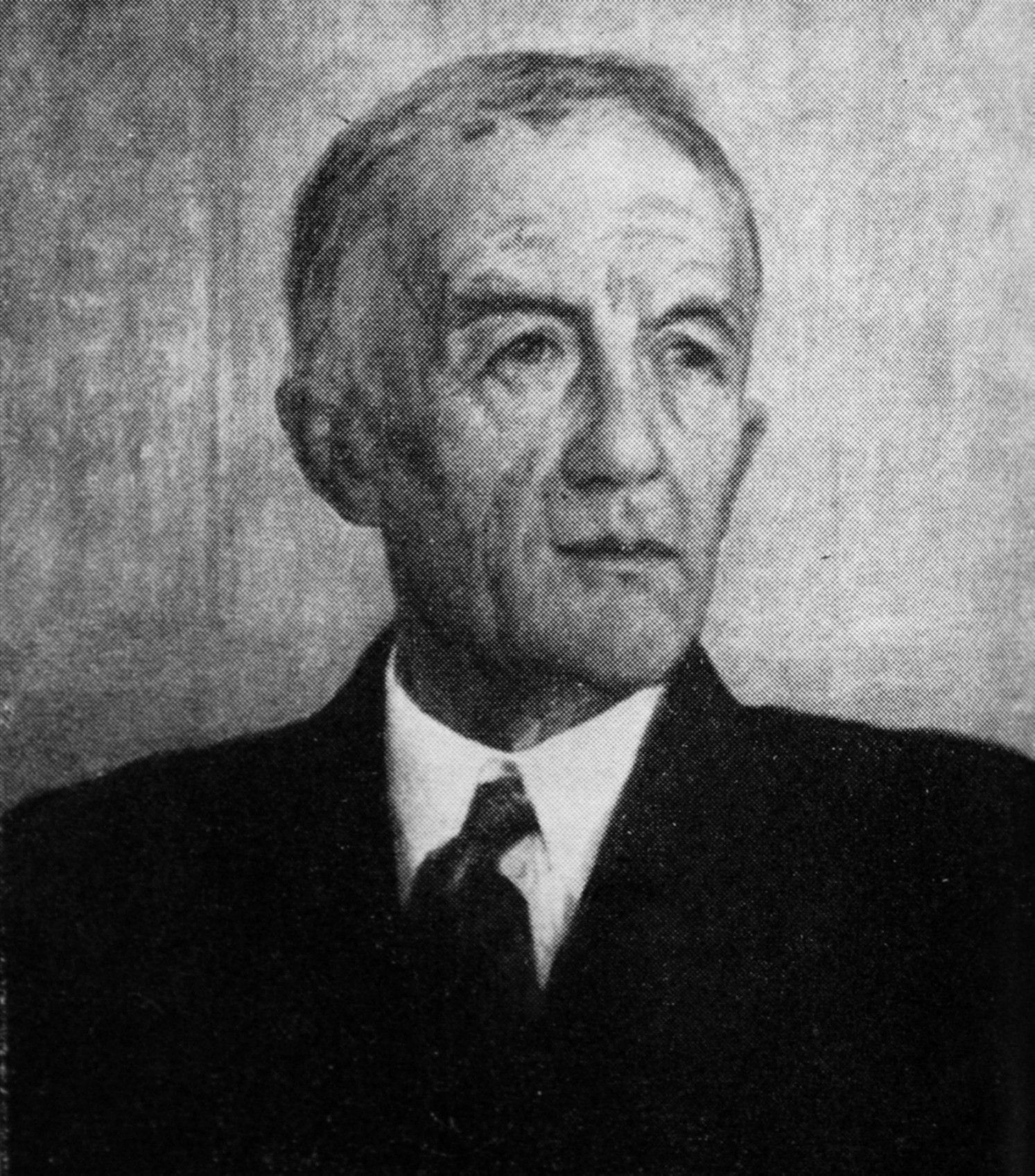
Herbert Baker

Herbert Baker (Owletts, Cobham, 9 de junio de 1862-ibidem, 4 de febrero de 1946) fue un arquitecto británico.

## Biografía
Era el cuarto de los nueve hijos de Thomas Henry Baker y Frances Georgina Davis. Desde niño le fascinaba la arquitectura, uno de sus pasatiempos favoritos era explorar las ruinas históricas cerca de su casa. Su estilo está influenciado por las catedrales de Normandía y las iglesias anglosajonas y otros edificios similares. Asistió a la Tonbridge School y más tarde a la Architectural Association School y la Royal Academy School.
En 1890 abrió su propio estudio arquitectónico en Gravesend, pero desde 1902 hasta 1913, erigió su carrera en Sudáfrica, donde desarrolló más su carrera.
En 1891 recibió el Premio Ashpitel del Royal Institute of British Architects.
En 1926, Baker fue nombrado caballero y elegido como miembro de la Royal Academy. En 1927 recibió la medalla de oro del Royal Institute of British Architects y recibió títulos honorarios de las universidades de Witwatersrand y Oxford.
Después de Primera Guerra Mundial, colaboró en el diseño de monumentos y cementerios.
Tras su muerte, su cuerpo fue incinerado y las cenizas descansan en la Abadía de Westminster en Londres. 

## Edificios

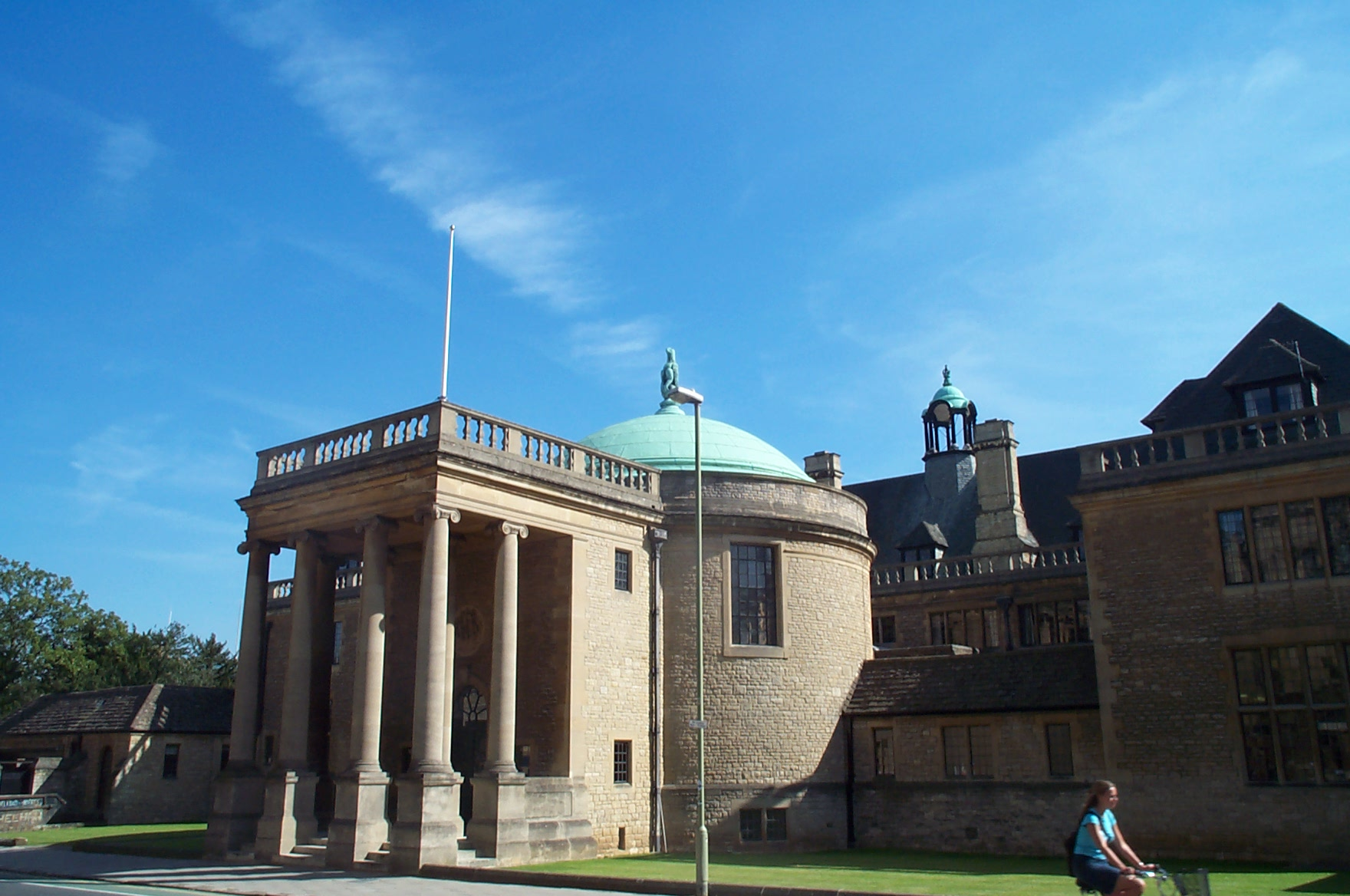
Rhodes House, Oxford.

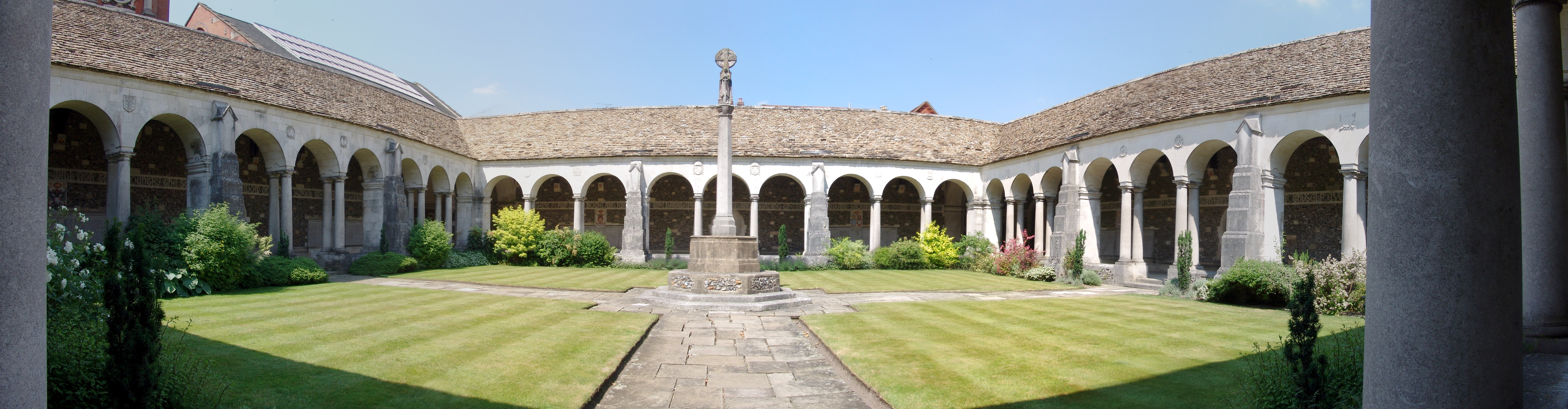
Winchester College War Cloister

### Gran Bretaña
- South Africa House, Londres
- India House, Aldwych
- Port Lympne Mansion,  Kent
- The War Cloister in Winchester College.
- Rhodes House in Oxford.
- Goodenough College, Londres.
- Busby's House, Westminster School, Londres

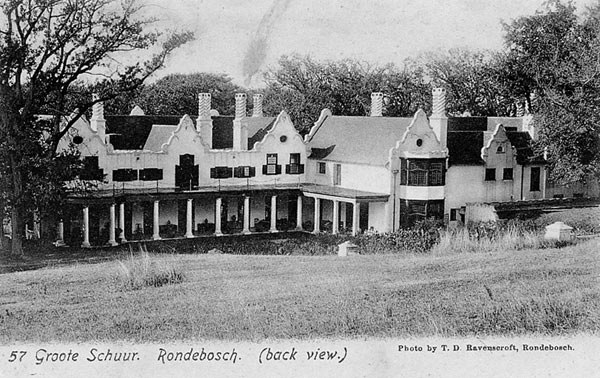
View of the rear of Groote Schuur, c1905.

### Sudáfrica
- Cecil John Rhodes Cottage, Boschendal
- Dale College Boys' High School, King William's Town
- Grey College, Bloemfontein
- Michaelhouse, Balgowan, KwaZulu-Natal
- Station Pretoria
- Rhodes Memorial, Ciudad del Cabo
- Rhodes-universiteit, Grahamstown
- South African Institute for Medical Research, Johannesburgo
- St. George's Cathedral, Ciudad del Cabo
- St. John's College, Johannesburgo
- St. Mary's Cathedral, Johannesburgo
- Stone House,  Parktown, Johannesburgo
- Uniegebouw, Pretoria
- Wynberg Boys' High School, Ciudad del Cabo

### India

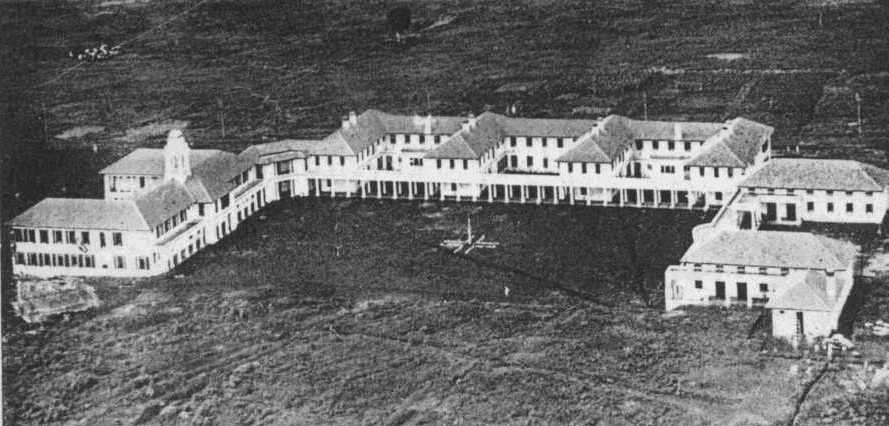
Prince of Wales School near Nairobi, circa 1932

- Secretariat Building, parlemento, Nueva Delhi

### Kenia
- State House, Mombasa
- Prince of Wales School, Nairobi

### Francia

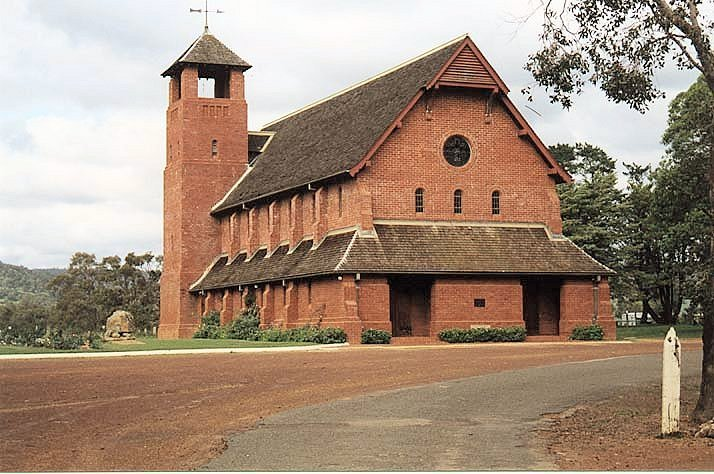
Fairbridge church, Fairbridge church

- Adanac Military Cemetery
- Delville Wood Cemetery
- Courcelette Memorial[2]
- Dantzig Alley British Cemetery
- Flatiron Copse Cemetery
- Le Trou Aid Post Cemetery
- London Cemetery and Extension
- Loos Memorial, Loos-en-Gohelle

### Australia
- Fairbridge Church, Pinjarra, West-Australia.

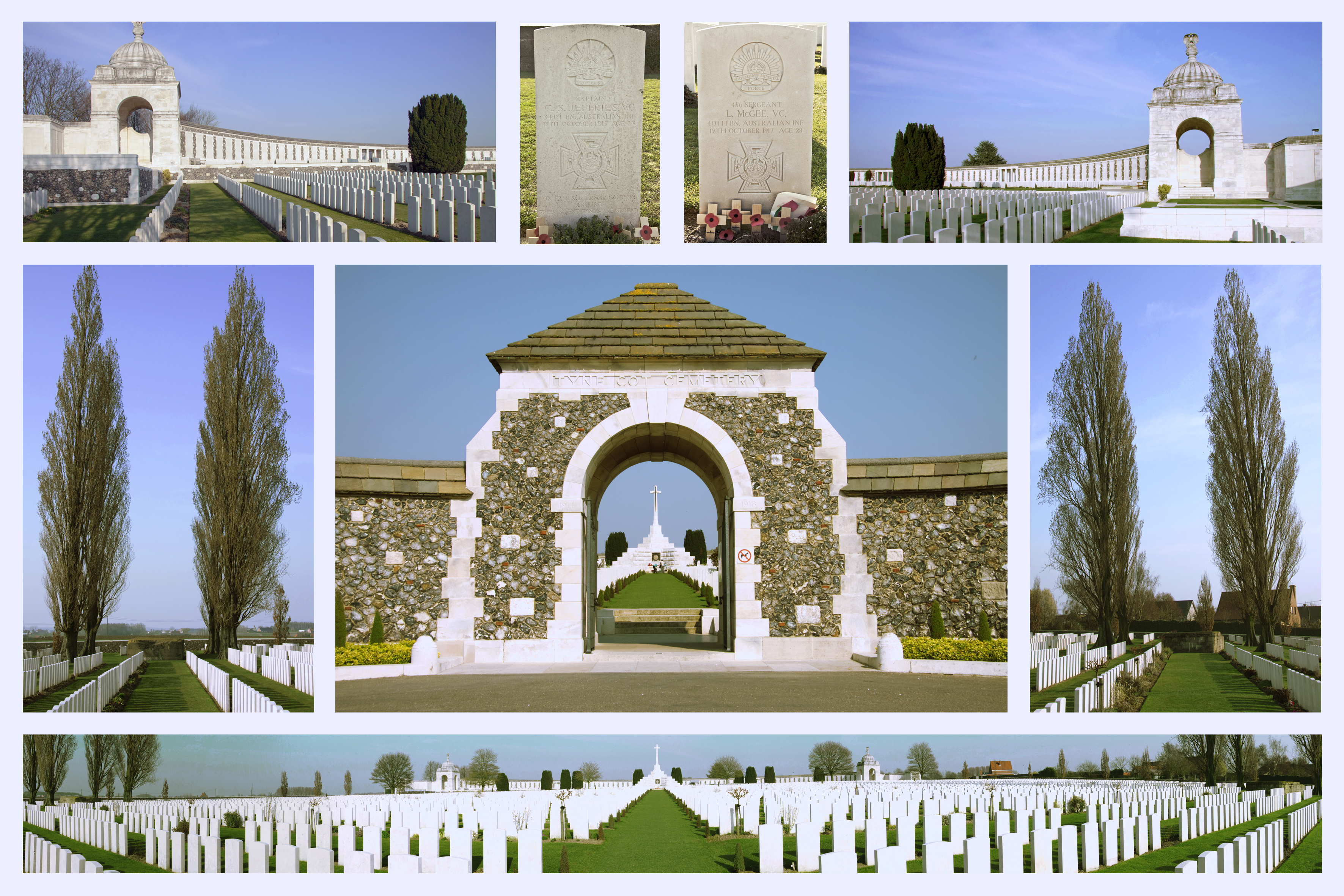
Tyne Cot Cemetery (collage)

### Bélgica
- Tyne Cot Cemetery, Passendale.